# 佛教历史
佛教由古印度的釋迦牟尼在公元前6世紀創建，與基督教和伊斯蘭教並列為世界三大宗教。「佛」是佛陀的簡稱，其意思是覺悟者，而「教」可以理解為宗教或教育，意為佛陀對大眾的一種普遍而傳承的教育。佛教一般注重人心靈的清淨和覺悟，佛教認為世界是遵循因果循環，只有達到覺悟，才能超越生死輪迴。釋迦牟尼涅槃後，佛教慢慢衍生了不同的部派。
自從阿育王時期，佛教从古印度地区向外傳播加速，主要分為南北两条主要传播路线，从而形成了北傳佛教和南傳佛教。北傳佛教，以大乘佛教為主，經過印度北部，新疆傳入中國腹地，再流傳到中國东北，再傳播到韓國、日本、越南及臺灣；唐朝時期从汉地傳入西藏（西藏的佛教也有部分直接从印度传过去的）。于是北傳佛教被后人再细分为汉傳佛教和藏傳佛教。南傳佛教則以上座部佛教為主，則通過斯里蘭卡，傳播到緬甸、泰國、印尼、寮國、柬埔寨、越南南部。到了現代，佛教已經傳播到世界各地。

## 創教歷史
公元前6世紀的印度次大陸，雅利安人佔統治地位，婆羅門教是當時的主流思想。当时国家社会奉行種姓制度。因為種族等級、社會分工、文化教育等的長期巨大差異，古印度社會分化成婆羅門、剎帝利、吠舍及首陀羅等四種非常不平等階級，婆羅門掌握宗教領域，尤其是祭祀活動，剎帝利襲軍政，吠舍經營商業和手工業等，首陀羅為貧窮的自由民，但是接近奴隸的地位。
創立佛教的釋迦牟尼出身於釋迦族迦毗羅衛國（Kapilavastū）(今尼泊爾，所以佛教發源地並非現今印度而是古印度，即今日尼泊爾)，父親淨飯王，母親摩耶夫人。上座部佛教通常根据摩诃菩提寺记录，相信佛出生于公元前623 （也有其他说法，如认为是公元前563年等）。在母親摩耶夫人返回娘家的途中，生於蘭毘尼園無憂樹下。降生七日後，母親過世，由姨母大愛道撫養成人。29歲時，當他視察子民的時候，深感人間生老病死的苦惱。雖然不斷沉思，但不得離苦之道，於是離開皇宮，遍訪名師，苦修6年。35歲，在菩提樹下禪定7日（汉传普遍说法7日，也曾见有说49日），戰勝天魔的威脅、誘惑而悟道，成為佛陀。
在鹿野苑開始，初转法轮，开示四聖諦，传播佛教，在49年內度化了眾多弟子。佛陀80歲時肉身入滅（去世），佛身自行荼毘（火化），佛陀正式涅槃。

## 印度佛教

### 早期印度佛教
印度佛教史上曾经有四次（或三次）集合僧团共同诵出佛经，确定正式经典的情况发生，称为四次（或三次）“结集”。
佛教经典的第一次结集发生在釋迦牟尼入滅（称为“佛滅”）后不久，由大迦叶主持，在王舍城集合了五百名被认为已经证得阿罗汉果位的僧人（五百罗汉）确立最初的佛经体系。此次集结由迦叶主持，阿难负责诵出经藏（修多罗藏），优波离负责诵出律藏（毘尼藏）。
佛教经典的第二次结集据记载发生在佛灭后百年。根据上座部諸律藏的记载，是由于毘舍离比丘违反十种戒律的规定（十事），为此集合了七百名比丘讨论十事是否符合律法。讨论的结果为“十事”非法，七百比丘并在此后合诵经典。南傳佛教《島史》聲稱與此同时，毗舍离僧人为代表的人数众多的僧人也集合了一万人，并进行了自己的集结，称为大集结。由此，并引起了佛教上座部和大众部的分裂，由于是佛教僧团的第一次重大分裂，故称为“根本分裂”。以上大众部和上座部的前身所进行的集结一并被称为第二次集结。

### 部派佛教時期
自從第二次結集後，佛教分化為大眾部與上座部兩大部派，史稱「根本分裂」。後來隨著教徒對戒律、教義見解的差異，兩大部派又再度分化，大約持續到西元一世紀前後，佛教中慢慢形成大乘佛教為止，此即所謂的「枝末分裂」。大眾部先後發展成為一說部、說出世部、雞胤部、多聞部、說假部、制多山部、西山住部和北山住部等。上座部則分裂出說一切有部、雪山部、犢子部、法上部、賢胄部、正量部、密林山部、化地部、法藏部、飲光部、經量部和赤銅鍱部等。

#### 孔雀帝國阿育王時期

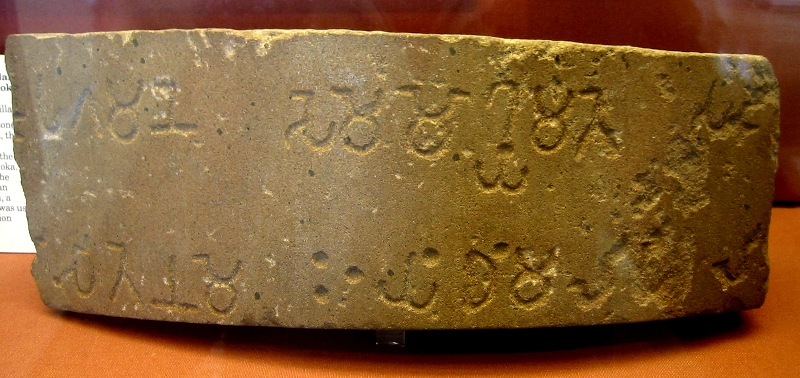
婆羅米文石柱阿育王敕令碎片

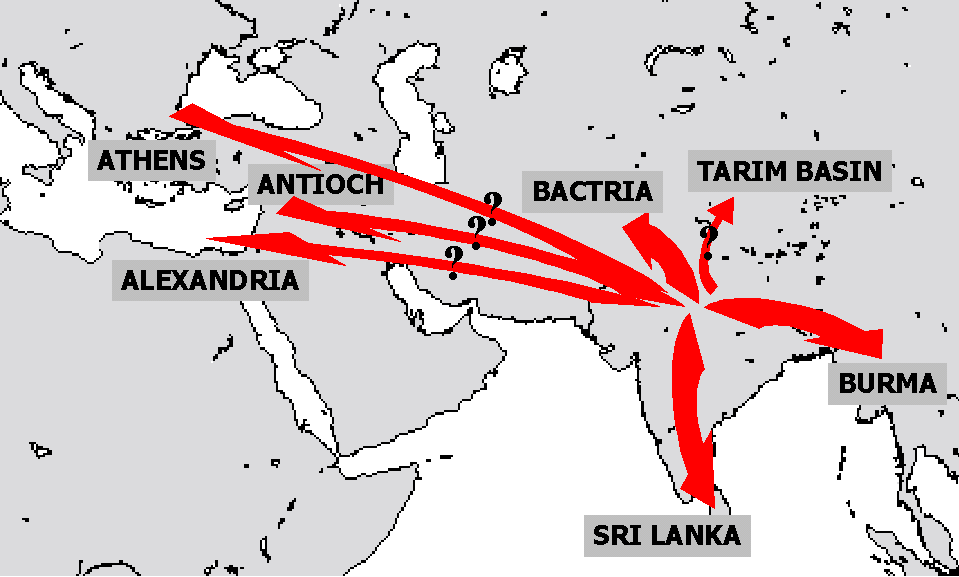
在阿育王時期，佛教在孔雀帝國及其周邊地區的傳播

公元前三世紀孔雀王朝的阿育王初信佛教時，北傳佛教記載他曾將數以萬計的分那婆陀那國的偶像崇拜外道屠殺，導致誤殺了自己敬重的佛教長老。據南傳記載阿育王曾因佛教僧侶不與外道一起和合說戒，而屠殺了都城內的佛教僧侶，阿育王後悔之後，再没有迫害各宗教的具體記載，對佛教、婆羅門教和耆那教都予以慷慨捐助。為了扶持佛教，他投入了大量金錢，护送大量僧人到印度各地傳教，並修建了許多佛教寺院和佛塔。這些佛塔都供奉著舎利。百姓都認為興建這些佛塔是積德行善，造福百姓。後來，阿育王的一子一女相繼出家，佛教傳播至印度全境並向外傳播到斯里蘭卡與孟族地區。
第三次结集的记录仅保存在南传佛教的文献中，没有其他资料可供印证，故有学者对这次集结持怀疑态度。根据南传佛教的资料，这次集結发生在阿育王时代，由目犍连子帝须主持，集合了一千名阿罗汉，历时九个月完成。根据著有《印度佛教史》的平川彰等學者研究，这次集结的成果可知的仅为《论事》的成立和向境外傳教，故即使在历史上存在这次集结，其范围也仅在分別說部内，如果《论事》如《島史》等傳說那樣是这次集结中所作，就其涉及到的部派觀點而言，其时代当在公元前二世纪。在漢傳佛教和藏傳佛教典籍中也有著阿育王時代其他部派進行自己的第三次結集的記載。

#### 巽伽王朝與印度-希臘王國等時期
佛教典籍中記載了，中印度摩揭陀國弗沙蜜多羅毀滅佛法，和西北印的三惡王滅法等事件。現代印度史記載巽伽王朝開國君主华友一面壓制佛教，一面致力復興婆羅門教，印度-希臘王國米南德一世信仰佛教。

### 大乘佛教時期
貴霜帝國時期是佛教開始發生重大變化的時間，此時佛教分離出大乘佛教，傳統部派佛教與大乘佛教間進行了持久的大乘非佛說論諍，大乘佛教則貶稱以前各部派教義為小乘佛教。但是迦膩色伽一世對佛教採取部派佛教與大乘佛教兼容的政策，其中世友尊者就是部派佛教學者，馬鳴菩薩則是大乘佛教學者。

#### 貴霜帝國時期
根据玄奘在《大毘婆沙论》二百卷末所附录的二頌，佛灭后四百年在迦湿弥罗，以犍陀羅國迦腻色迦王为施主，由脇尊者發起，召集四百九十九阿羅漢加世友尊者為上座結集三藏，作《優婆提舍論》注釋經藏，作《毗奈耶毗婆沙論》注釋律藏，作《阿毘達磨大毘婆沙論》注釋論藏。完成後迦膩色迦王以赤銅為鍱，以梵文鏤刻筆錄，建塔珍藏，不允許此論在迦濕彌羅國之外流傳。这次集会，有学者稱為第四次结集。

#### 笈多王朝時期
笈多王朝時印度教興起，然宗教可自由發展，大臣和將領就有不少人信奉佛教及印度教濕婆派，大乘佛教依然盛行。大乘佛教中心那爛陀寺由鳩摩羅笈多一世修建，其後成為笈多文化的學術中心。遗存的佛教建築以阿旃陀石窟及愛羅拉石窟為經典。前者位於今馬哈拉施特拉邦奧藩加巴德縣之阿旃陀村附近，開鑿於瓦古爾納河谷的花崗岩壁上，共二十九個洞窟。於前一世紀至650年間建成，當中有四座佛殿及二十五座僧房，充分表現印度風格。室門依地勢建造，上有飛簷雕楣，下有石柱林立，有各類壁雕，多來自佛教傳說，然而卻洋溢生活氣息。愛羅拉石窟距奧藩加巴德16公里，建於三世紀，完成予1300年，包括佛教、印度教及耆那教三種宗教廟宇，香火不斷。

#### 波羅王朝時期
波罗王朝以其对佛教的支持和庇护而闻名；该王朝是最后一个信奉佛教的印度王室。在波罗王朝中后期，印度西部的佛教已经被伊斯兰教入侵者消灭，只在东印还得以留存。历代波罗国王都是虔诚的佛教徒（所谓“波罗七代护法”），他们长期出资建设北印著名的佛教综合大学那烂陀寺和超戒寺。其中以研究密宗为主的超戒寺是波罗王朝国王达摩波罗主持修建的，据说规模比笈多王朝时修建的那烂陀寺还大。达摩波罗还建立了另一座密宗大寺飞行寺。这几座宏伟的佛教研究机构都在12－13世纪的穆斯林入侵时期被彻底毁灭。波罗王朝的佛教主要是大乘佛教，尤其是密宗。

## 佛教的傳播

佛教的传播路线

### 北傳佛教
北傳佛教以大乘佛教為主，可概分為漢傳佛教與藏傳佛教兩大支。漢傳佛教傳入時間較早，影響地區也大，依影響地區又可分為中國佛教、日本佛教、韩国佛教、與越南佛教。
藏傳佛教傳播於西藏，主要為大乘佛教與密宗。

#### 漢傳佛教
汉传佛教，现存佛教的三大分支之一（另外两个为藏传佛教与上座部佛教）。佛教的一支由古印度经西域传入中国中原地区，尔后传入朝鲜半岛、日本等处，是大乘佛教的主要发扬者。因为中国的影响，汉传佛教将大乘佛教的教义传播至朝鲜半岛、日本与越南等地，并且影响了后世的藏传佛教。在实质上，汉传佛教可以说是形塑大乘佛教面貌的主要力量之一，但有别于藏传佛教之显密并重，汉传佛教的宗派以显宗为多。
佛教傳入越南的時間最早大約在漢獻帝初平年間。根據《佛祖通載》卷五說，「會靈帝崩後，天下擾亂，獨交州差安，北方異人咸來在焉，多為神仙辟穀長生之術。牟子常以五經難之。」根據《梁高僧傳》卷一的《康僧會傳》：「世居天竺，其父因商賈，移於交趾。會年十餘歲，二親並終，至孝服畢出家。」「篤至好學，明解三藏。」

#### 藏傳佛教

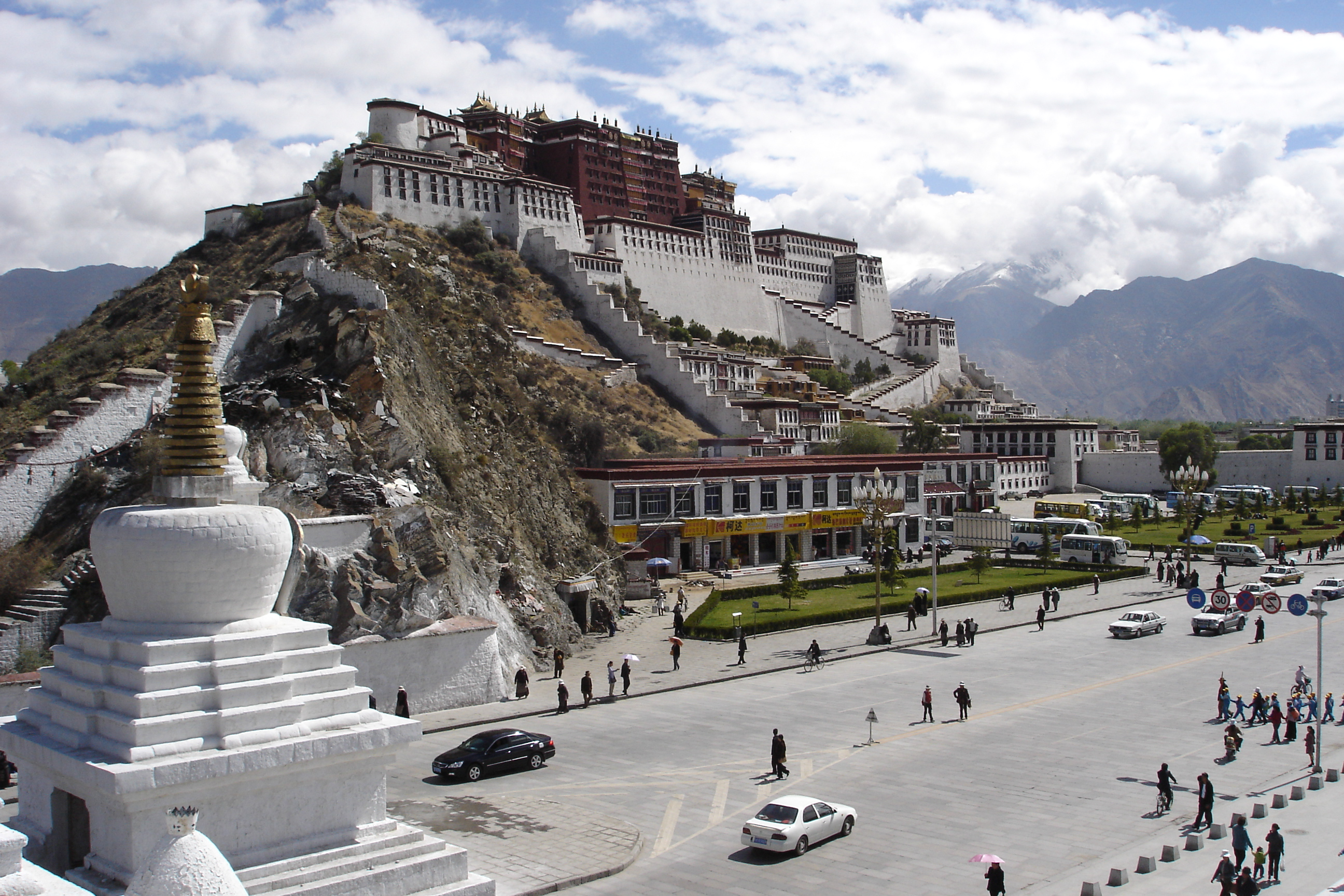
拉萨布达拉宫

藏傳佛教開始於西元四世紀中葉，藏王拉托托日年赞的时期开始在西藏出现佛教三宝所依和供奉。西藏的松贊干布藏王先後娶了尼泊爾毗俱底公主（布裏庫捉，藏名尺尊或赤尊公主）和唐朝文成公主。貞觀十五年（641年），江夏郡王、禮部尚書李道宗護送女兒文成公主入吐蕃，以釋迦牟尼像、珍寶、經書、經典360卷等作為嫁妝。同时也从尼泊尔和迦湿弥罗等国引进诸多经书、佛像和佛塔。在他的兩個妻子共同的影響下皈依了佛教。他派遣大臣端美三菩提等十六人到印度學習梵文和佛經，回來後創造了藏語文字並開始翻譯了一些佛經，並且在拉薩興建了大昭寺與小昭寺。到了八世紀中葉藏王赤松德贊迎請寂護大師及弟子蓮花戒入藏，逐漸奠定藏傳佛教的基礎，但此時仍有許多人反對。後寂護大師返印，敦請蓮華生大士由印度入藏，傳入密宗，折服了原來盛行的苯教，佛教於是得到了弘揚。
寂護與蓮華生大士入藏之後，首先建立了桑耶寺，度僧出家，成立僧伽，並請譯師從梵文翻譯大批佛典，同時也從漢文翻譯一些佛經，據現存的登嘎爾目錄（布敦認為是赤松德贊王府所編），當時譯出的大小顯密經律論有738種（內從漢文轉譯的32種），故當時佛教流傳是很興盛的。此時建立的，稱寧瑪派，又稱舊派。
當時又有唐朝禪師摩訶衍（Mahayana），藏文稱其為「和尚」（Hva-san）或「大乘和尚」（Mahāyāna Hva-san）入藏宏揚禪宗，後與蓮花戒辯論失敗，赤松德贊下令不得再修頓門法。
在九世紀中葉，西藏佛教曾一度遭到破壞，即朗達瑪滅佛，曾有一段時間（公元842－978年）佛教沉寂了。後來由多麥、康區（下路弘傳）和阿里地区（上路弘傳）再度傳入，藏傳佛教又得復甦。在朗達瑪滅佛後，因經典散失，開始有人發掘編輯舊有保留的佛經，稱為伏藏，根據前弘期舊譯經典及伏藏所建立的教派稱為寧瑪派，又稱舊派。而在朗達瑪滅佛之後，重新由印度取回重譯的經典，稱新譯。西藏史上稱朗達瑪滅法之前為前弘期，之後由大譯師仁欽桑波重興的佛教為後弘期。此後印度的佛教學者，特別是遭遇變亂時期的那爛陀寺、超岩寺等的學者（印度比哈爾邦省的佛教各大寺廟在1203年被入侵軍全部毀壞），很多人前往西藏取經，傳譯事業因而興盛，著名的譯師有馬爾巴等人。
十一世紀時有孟加拉佛教大師阿底峽尊者入藏（1042年），又大弘佛法，重建僧伽，傳播中觀應成派大義，同時藏族比丘仁欽桑波（寶賢）等翻譯了很多的經論。
印度傳入西藏的佛學，主要的稱五大部，就是“因明”、“戒律”、“俱舍”、“中觀”、“現觀莊嚴論”。藏文大藏經（包括《甘珠爾》和《丹珠爾》）近六千部中絕大多數是直接由梵文翻譯的，少數是從漢文轉譯的，因此，印度後期佛教的論著豐富保存在藏文大藏經裏，尤其是因明、聲明、醫方明等論著數量龐大，這些譯著都非常重要。
藏傳佛教傳播的另一高潮是在明神宗時代，俺答汗與索南嘉措在青海仰華寺見面殿下在蒙古傳播的種子，蒙古源流說，俺答汗的從孫切盡皇台吉是第一位信仰藏傳佛教的皇族，到十七世紀中幾乎所有蒙古人已信仰藏傳佛教。

### 南傳上座部佛教
佛教的一支由印度恒河流域向南方流传，傳到斯里蘭卡，然後再傳到東南亞的緬甸、泰國、柬埔寨、老撾，及中國雲南傣族等地區，屬於南傳佛教。
傳入斯里蘭卡的佛教屬於上座部的一支，又稱分別說部，宏傳於印度西南部，與印度東方的大眾部、西部的說一切有部鼎足而三，在教義上，雖然傳承自上座部，但也採取部份大眾部的看法。因此傳入錫蘭的分支，也受到其他二部的影響。
上座部佛教于11世紀傳至緬甸阿努羅陀王朝，其勢力使南传佛教滲入暹羅北部和中部地區。經過錫蘭於12世紀舉行第七次結集，整頓佛教教團，使上座部佛教於錫蘭臻於隆盛，期後透過比丘學習，傳返暹羅，促使當時素可泰王朝傾向上座部佛教。14世紀中葉老撾國王法昂娶柬埔寨吳哥王的女兒為妻并引入上座部佛教，從而傳播遍布於整個湄公河流域。
在1361年，錫蘭僧王被暹羅（今泰國）素可泰王請至國內建立僧團，這是泰國佛教的開始。此時，緬甸、暹羅和柬埔寨等地的僧人也不斷進入錫蘭，學習佛法，並重新受戒。他們回國之後，也根據他們所受的戒律，在他們國內建立僧團，稱為僧伽羅僧團。這些僧侶，將錫蘭大寺派的佛教傳承，帶往東南亞各地，成為南傳佛教的開始。
隨著南傳佛教的快速發展，錫蘭因為國力衰弱，又受到外國勢力侵入，本土的佛教反而衰落了下去。至11世紀時，曾經派使者至緬甸，請緬甸派遣僧人至錫蘭傳戒，重新建立僧團。至18世紀，錫蘭本土的佛教絕跡，教典散失，僧團、寺院也消失了。1750年，遣使至暹羅，請求僧人至錫蘭傳戒。暹羅國王於1753年派優波離等十名僧侶至錫蘭授戒，並且將巴利文三藏重新攜至錫蘭，這也是目前斯里蘭卡暹羅派僧團的開始。1802年，摩訶格羅瓦·匿納唯曼羅帝須，自緬甸受戒，建立比丘僧團，名為阿曼羅波羅派。1865年，阿般格訶梵多·即陀沙婆自緬甸傳回藍曼匿派。雖然現代錫蘭佛教可分為三大派系，但在見解上，他們都淵源於大寺派，所以教義仍然是相同的。
現今在斯里蘭卡、泰國、緬甸、老撾有很多上座部佛教（當地教徒對南传佛教的稱謂）教徒，當中泰國的上座部佛教徒佔該國佛教徒的90%。南传上座部佛教有史料可證的约在7世纪中由缅甸传入中国云南地区。最初经典只口耳相传。约在11世纪前后，泰润文书写的佛经经缅甸传入西双版纳，至南宋景炎二年傣文创制后始有刻写贝叶经文。现在云南地区上座部佛教按其名称可分为润、摆庄、多列、左祗四派。
南传佛教因其三藏及注释使用巴利语，故又称巴利佛教。如就所属部派来说，凡是信仰上座部佛法及皈依教团的，都可称为上座部佛教或南传佛教，如盛行中国云南傣族已有一千三百多年的上座部佛教，流行越南南部的上座部佛教。

## 延伸閱讀
- 方立天. . 中華人民共和國: 宗教文化出版社. 2004. ISBN 9787801232281.
- 賴永海. . 中華人民共和國: 上海古籍出版社. 2000. ISBN 9787532528707.
- "Dictionary of Buddhism" by Damien Keown (Oxford University Press, 2003) ISBN 978-0-19-860560-7
- "The Diffusion of Classical Art in Antiquity" by John Boardman (Princeton University Press, 1994) ISBN 978-0-691-03680-9
- "Living Zen" by Robert Linssen (Grove Press, New York, 1958) ISBN 978-0-8021-3136-2
- "National Museum Arts asiatiques- Guimet" (Editions de la Reunion des Musées Nationaux, Paris, 2001) ISBN 978-2-7118-3897-4.
- "Religions of the Silk Road" by Richard Foltz (St. Martin's Griffin, New York, 1999) ISBN 978-0-312-23338-9
- "The Shape of Ancient Thought. Comparative studies in Greek and Indian Philosophies" by Thomas McEvilley (Allworth Press, New York, 2002) ISBN 978-1-58115-203-6
- "The Times Atlas of Archeology" (Times Books Limited, London, 1991) ISBN 978-0-7230-0306-9
- "Japanese Buddhism" by Sir Charles Eliot, ISBN 978-0-7103-0967-9
- "Hinduism and Buddhism: An Historical Sketch" by Sir Charles Eliot, ISBN 978-81-215-1093-6
- "The Crossroads of Asia. Transformation in Image and symbol", 1992, ISBN 978-0-9518399-1-1
- "Revival of Buddhism in India and Role of Dr. Baba Saheb B.R. Ambedkar" by Bhagwan Das (Dalit Today Prakashan, 18/455, Indira Nagar, Lucknow, U.P., India, 1998)
- "Gandhara" Francine Tissot, Librairie d'Amérique et d'Orient, Paris, ISBN 978-2-7200-1031-6